# Jericó (Antioquia)
Jericó est une municipalité située dans le département d'Antioquia, en Colombie.

## Personnalités liées à la municipalité
- Laura Montoya (1874-1949) : religieuse née à Jericó.
- Manuel Mejía Vallejo (1923-1998) : écrivain né à Jericó.